# Limba galiciană
Limba galiciană (galego în galiciană) este limba proprie a regiunii Galicia și limbă oficială în această comunitate autonomă alături de limba spaniolă, conform constituției spaniole din 1978. Este strâns înrudită cu limba portugheză, cu care forma o unitate lingvistică galiciano-portugheză în Evul Mediu. Poate fi predată în școli și în anumite zone din regiunile vecine cum ar fi o mică parte din regiunea Extremadura, separat de Galicia, unde se vorbește un dialect galician fala, probabil datorită coloniștilor galicieni veniți în timpul Recuceririi. 
În Galicia se vorbesc trei dialecte, unul occidental în zona Rias Baixas o zonă de coastă, dialectul central care ocupă majoritatea teritoriului Galiciei și cel oriental învecinat cu provinciile León, Zamora și Asturia.
Galiciana și portugheza erau în vremurile medievale o singură limbă, pe care lingviștii au numit-o galiciano-portugheză, galiciană medievală sau portugheză veche, vorbită pe teritoriile stăpânite de vechiul Regat al Galiciei.

## Clasificare
Istoric, limba Galiciano-Portugheză originară din Galicia și Nordul Portugaliei, teritorii aparținând vechiului Regat al Galiciei (cuprinzând Galicia Romană) și ramificat începând cu secolul al 14-lea, odată cu expansiunea portugheză care l-a extins mai spre sud. Acolo sunt lingviști care consideră galiciana modernă și Portugheza modernă drept dialecte ale aceleași limbi, dar aceasta este o chestie de dezbătut. De exemplu, în edițiile trecute ale Enciclopediei Britanice, galiciana a fost numită dialect al Portughezei vorbit în nord-vestul Spaniei. Cu toate acestea, guvernul Galician nu privește galiciana ca pe un dialect al limbii portugheze, ci mai degrabă ca pe o limbă distinctă. Înțelegerea mutuală (estimată la 85% de Robert A. Hall, Jr., 1989) este una bună între galicienii portughezi din partea nordică, dar slabă între galicieni și vorbitorii din partea central-sudică a Portugaliei europene. Dialectele din portugheză cele mai apropiate cu cele galiciene sunt Alto-Minho și Tras-os-Montes din nordul Portugaliei.

## Legătura cu limba portugheză

Evoluția limbilor în sud-vestul Europei

Statutul lingvistic al limbii galiciene în raport cu portugheza este controversat deoarece problema poartă uneori conotații politice. Unii autori, precum Lindlez Cintra , consideră că acestea sunt încă dialecte ale unei limbi comune, în ciuda unor diferențe superficiale de fonologie și vocabular. Alții, precum Pilar Vasquez Cuesta, susțin că au devenit limbi separate datorită diferențelor majore în fonetică și vocabular, iar într-o măsură mai mică a diferențelor de morfologie și sintaxă.
Poziția oficială a Institutului de Limbă Galiciană este că galiciană și portugheza ar trebui considerate limbi independente. Ortografia standard este sensibil diferită de o parte a portughezei din cauza caracteristicilor fonetice și parțial din cauza utilizării convențiilor ortografice spaniole. 
Conflictul care implică galiciana și portugheza poate fi comparat cu conflictele dintre macedoneni și bulgari, aromâni cu dacoromâni, occitană și catalană, sau englezii cu scoțienii: conflicte apropiate din cauza limbii, cu conotații politice.
Institutul Național al Limbii Galiciene, susținut de guvernul galician și de universități, este Real Academia Galaga și afirmă că galiciana modernă trebuie considerată o limbă romanică independentă care aparține grupului de limbi iberico-romanice și are legături strânse cu portugheza și cu dialectele nordice.
Există, de asemenea, o instituție neoficială, Associaçom Galega da Lingua (AGAL, Asociația Limbii Galiciene), aparținând mișcării reintegraționiste, care consideră că difernțele dintre limba galiciană și cea portugheză nu sunt destule ca acestea sa fie considerate limbi diferite, și galiciana este doar un simplu dialect al portughezei-galiciene, împreună cu portugheza braziliană; portugheza africană; portugheza galiciană este încă vorbită în Extremadura, Fala.

## Distribuția spațială
Galiciana este vorbită de mai mult de 3 milioane de oameni, incluzând mare parte din locuitorii Galiciei, de asemenea și de mulți dintre cei de origine galiciană de oriunde de pe teritoriul Spaniei (Madrid, Barcelona, Biscaya), și imigranții galicieni din alte țări europene (Geneva, Italia, Londra și Paris), și America Iberică (Buenos Aires, Montevideo, Havana, Caracas, Ciudad de Mexico, Sao Paulo, Guadalajara, Veracruz și Ciudad de Panama).
Există controverse cu privire la includerea în limba galiciană a dialectelor Eonaviene vorbite în Asturia, cu cei care apărau dialectul eonavian ca fiind o tranziție continuă la grupul astur-leonez, pe de o parte și cei care o apărau ca limbă galiciană pură pe de altă parte.
Din cauza statutului său istoric de limbă neoficială, pentru unii autori situația dominării acestei limbi în Galicia ar putea fi numită „diglossia”, cu galiciana la baza precesului de transformare continuu al dialectelor, și spaniola în vârful acestui proces.

## Statutul oficial
Spania a recunoscut galiciana ca una dintre cele „5 limbi oficiale” ale Spaniei, celelalte fiind spaniola, catalana, basca și asturiana. Galiciana se predă bilingv alături de castiliană atât în invățământul primar și gimnazial, dar și în universitățile din Galicia. În plus, aceasta a fost acceptată ca portugheză în Parlamentul European și utilizată printre alții, de reprezentanții Galiciei Jose Posada, Camilo Nogueira and Xose Manuel Beiras.

## Dialecte
Galiciana are trei dialecte principale, fiecare dintre ele înpărțite în zone recunoscute printr-o înțelegere mutuală.
•	Galiciana de Est
Împărțită în patru zone: zona Asturiană (Eonaviană), zona Minieră, zona Zamora și zona Central-Vestică
•	Galiciana Centrală
Împărțită în pantru zone: zona Mindoniensis, zona Lucu-auriensis, zona Centrală de tranziție și zona estică de traziție.
•	Galiciana de Vest
Împățită în patru zone: zona Bergantinos, zona Finisterre, zona Pontevedra și zona Limiei de Jos.

## Istorie
Galiciana este rezultatul evoluției limbii latine în provincia romană Gallaecia.
Recent s-a găsit cel mai vechi document în limba galiciană, care datează din 1228 și în care sunt scrise privilegiile orașului Castro Caldelas intitulat „Foro do bo burgo do Castro Caldelas” promulgate de regele Alfonso IX. In secolele posterioare, datorită dominației limbii castiliene sau spaniole în rândul nobilimii galiciene, s-a îndepărtat galiciana din administrația publică și a evoluat distinct de limba portugheză, care a cunoscut o expansiune mare în teritoriile coloniale. În aceste secole galiciana era vorbită doar în mediul rural, perioada prelungindu-se până în secolul al XIX-lea și fiind cunoscută sub numele de „séculos escuros” (secolele obscure). La sfârșitul secolului al XIX-lea se produce o mișcare literară numită Rexurdimento, în care apar autori precum Rosalía de Castro, Curros Enríquez, Valentín Lamas Carvajal sau Eduardo Pondal, care transformă din nou galiciana într-o limbă literară folosită aproape in exclusivitate in poezii. La începutul secolului XX începe să fie folosită in mitingurile partidelor galicieniste.
În 1906 se fundează Academia Regală Galiciană, instituție însărcinată cu protecția și difuzarea limbii. In 1936 este recunoscută ca limbă oficială alaturi de limba castiliană sau spaniolă. În timpul razboiului civil spaniol și după, au urmat represiuni lingvistice care s-au terminat prin anii 1960. Prin Constituția spaniolă din 1978 s-a recunoscut limba galiciană ca limbă oficială in regiunea autonomă Galicia. În prezent în regiunea Galicia 80% dintre locuitori folosesc limba galiciană.
Din secolul al optulea, Galicia a fost o unitate politică în regatele Asturia și Leon, dar a reușit să ajungă la un grad de autonomie, devenind un regat independent în anumite momente, în secolele zece, undprezece și doisprezece. Galiciana a fost singura limbă vorbită, iar latina a fost folosită, într-o măsură mai mică, ca limbă scrisă. Acest monopol de limbă vorbită a fost în masură sa exercite presiuni în secolul al treisprezecelea, lucru care a dus la un statut oficial dublu pentru Galiciană și Latină în documentele notariale; cu toate acestea, Latina a continuat sa fie o limbă universlă.
În Evul Mediu, Galiciano-portugheza era o limbă a culturii, a poeziei și religiei nu numai în Galicia și Portugalia, dar, de asemenea în Castilia (castiliana a fost utilizată în special pentru proză).
După separarea dintre portugheză și galiciană, galiciana era considerată provincială, și nu a fost utilizată pe scară largă în scopuri literare sau academice până la renașterea la mijlocul secolului al 19-lea.
Odată cu apariția democrației, galiciana a fost introdusă în instituțiile țării, iar acum este co-oficială cu spaniola în Galicia. Galiciana este predată în școli și acolo este un canal public de televiziune în limba galiciană, TVG.
Academia Real Galega și alte instituții galiciene celebrează în fiecare an pe 17 Mai, „Ziua Literaturii Galiciene”, dedicată în fiecare an unui scriitor de limbă galiciană care a decedat.

## Fonologie
Aproape toate dialectele din Galicia și-au pierdut vocalele nazale. Cu toate acestea, vocalele pot deveni nazalizate în apropierea consoanelor nazale. De-a lungul epocii moderne, consoanele galiciene au trecut prin schimbări semnificative, în paralel cu evoluția celor spaniole, și anume următoarele schimbări de sunet, eliminând consoanele surde:
•	/ß/→/b/;
•	/z/→/s/;
•	/dz/→/ts/→/s/ în dialectele vestice sau /θ/ în cele estice sau centrale
•	/ʒ/→/ʃ/
Pentru o comparație, a se vedea Diferențele dintre spaniolă și portugheză: Sibilants. În plus în timpul secolelor 17 și 18 dialectele centrale și cele vestice a limbii Galiciene au dezvoltat o pronunnție a lui /ɡ/ asememănătoare consoanelor surde(un fenomen numit gheada). Acesta poate fi glotal [h], faringial [ħ], uvular [χ], sau velar [x].
În secolele 20 și 21 spaniola a cunoscut o nouă schimbare în care consoana laterală / ʎ / a ajuns să fie pronunțată ca o consoană surdă / ʝ / (a se vedea yeísmo). Această fuziune a influențat oarecum alte dialecte vorbite în Spania, inclusiv unele consoane galiciene, dar acest lucru este respins de instituțiile de limbă galiciene.
În acest sens, se poate spune că portugheza este fonologic vorbind, mai conservatoare decât limba galiciană. 

## Gramatică
Limba galiciană permite formelor pronominale să fie atașate la forme de indicativ și conjunctiv, la fel ca potugheza, spre deosebire spaniola standard sau limba castiliană. După mai multe secole de strânsă legătură între cele două limbi, limba galiciană, a adoptat multe cuvinte de împrumut din limba spaniolă.

## Modul de scriere
Ortografia oficială galiciană a fost introdusă în 1983, de Academia Real Galega (RAG), pe baza unui raport al ILG. Aceasta rămâne o sursă de dispute, cu toate acestea o minoritate de cetățeni ar prefera mai degrabă ca instituțiile sa recunoască limba galiciană ca un soi de portugheză, citată anterior, și prin urmare, continuă să opteze pentru utilizarea unor sisteme de scriere adapate la potugheza-galiciană medievală sau portugheza europeană. (a se vedea reintegraționismul).
În iulie 2003, Academia Real Galega, a făcut unele modificări astfel încât să admită unele forme ale limbii portughezo-galiciene arhaice conservate și în portugheza modernă. Aceste schimbări au fost considerate ca o încercare de a înfăptui un consens între tendintele filologiei galiciene și reprezentând, în cuvintele Academiei de Limbă Galiciană, „ortografia dorită de 95% dintre galicieni”. Reforma din 2003 a fost gândită pentru a pune căpăt așa numitelor „războaie normative” invocate de diferitele puncte de vedere despre legătura dintre galiciana modernă și portugheza. Această modificare a fost acceptată doar de către o parte a mișcării reintegraționiste.
Problema ortografiei are puternice conotații politice în Galicia. În prezent acolo sunt partide politice mici, dar importante având puncte de vedere care variază de la o guvernare proprie a Galiciei, până la o politică independentă de Spania, concepute pentru a feri cultura și limba galiciană de riscul de a fi acaparate de cultura și limba castiliană. Deoarece ortografia galiciană are oarece influențe din ortografia castiliană, unele partide doresc să le elimine. Deoarece limba galiciană medievală și portugheza medievală au fost aceeași limbă, ortografia portughezei moderne este mai aproape de galiciana medievală decât de ortografia galiciano-spaniolă modernă. Legând limba galiciană de o altă mare limbă, unind de asemenea și marile lor culturi, ar duce la o slăbire a legăturilor dintre Galicia și Spania și ar favoriza aspirațiile oamenilor la un stat independent. Cu toate acestea, deși toate cele 3 concepte sunt frecvent asociate, nu există nici o interdependență directă între reintegraționism, interdependentism și apărarea unicității lingvistice galiciene și portugheze, și de fapt reintegraționismul are o mică forță în toată mișcarea naționalistă galiciană.